# Маякское сельское поселение (Волгоградская область)
Мая́кское се́льское поселе́ние — муниципальное образование в составе Ленинского района Волгоградской области.
Административный центр — посёлок Маяк Октября.

## История
Маякское сельское поселение образовано 14 февраля 2005 года в соответствии с Законом Волгоградской области № 1004-ОД.

## Население
| 2010 | 2012 | 2013 | 2014 | 2015 | 2016 | 2017 |
| ---- | ---- | ---- | ---- | ---- | ---- | ---- |
| 586  | ↗593 | ↘584 | ↘570 | ↘563 | ↗572 | ↘539 |
| 2018 | 2019 | 2020 | 2021 |      |      |      |
| ↗540 | ↘506 | ↘490 | ↘472 |      |      |      |

## Состав сельского поселения
| № | Населённый пункт | Тип населённого пункта          | Население |
| - | ---------------- | ------------------------------- | --------- |
| 1 | Маяк Октября     | посёлок, административный центр | ↘472      |